# Guido Harari
Guido Harari (Il Cairo, 28 dicembre 1952) è un fotografo e critico musicale italiano.

## Biografia
Nei primi anni settanta ha avviato la duplice professione di fotografo e di giornalista musicale, contribuendo a porre le basi di un lavoro specialistico sino ad allora senza precedenti in Italia e collaborando con riviste come Ciao 2001, Giovani, Gong e Rockstar. Dagli anni novanta il suo raggio d'azione contempla anche l'immagine pubblicitaria, il ritratto istituzionale, il reportage a sfondo sociale e la grafica dei volumi da lui curati. Dal 1994 è membro dell'Agenzia Contrasto.
Collabora da sempre con i maggiori artisti musicali italiani e internazionali per i quali ha firmato un'infinità di copertine di dischi: tra i tanti, Mia Martini,  Claudio Baglioni, Andrea Bocelli, Angelo Branduardi, Kate Bush, Vinicio Capossela, Paolo Conte, David Crosby, Pino Daniele, Bob Dylan, B.B. King, Ute Lemper, Ligabue, Antonella Ruggiero, Paul McCartney, Gianna Nannini, Michael Nyman, Luciano Pavarotti, PFM, Lou Reed, Vasco Rossi, Simple Minds e Frank Zappa.
Di lui ha detto Lou Reed: "Sono sempre felice di farmi fotografare da Guido. So che le sue saranno immagini musicali, piene di poesia e di sentimento. Le cose che Guido cattura nei suoi ritratti vengono generalmente ignorate dagli altri fotografi. Considero Guido un amico, non un semplice fotografo".
Di Fabrizio De André Harari è stato uno dei fotografi personali, con una collaborazione ventennale che include la copertina del disco In concerto, tratto dalla leggendaria tournée dell'artista genovese con la PFM nel 1979. Sul cantautore genovese Harari ha realizzato quattro fortunati volumi: E poi, il futuro (Mondadori 2001, con nota introduttiva di Fernanda Pivano), Una goccia di splendore (Rizzoli 2007, con nota introduttiva di Beppe Grillo), Evaporati in una nuvola rock insieme a Franz Di Cioccio sulla tournée con PFM (Chiarelettere, 2008) e Fabrizio De André. Sguardi randagi. Le fotografie di Guido Harari (Rizzoli, 2018). È stato inoltre uno dei curatori della grande mostra dedicata a De André da Palazzo Ducale, a Genova.
Tra le sue mostre Strange Angels, 2002/05, Wall Of Sound 2007/08/16/17/18, Sguardi randagi. Fabrizio De André fotografato da Guido Harari 2009/10 e l'antologica Remain In Light 2022/23.
Nel 2011 ha fondato ad Alba, dove risiede, la Wall Of Sound Gallery, galleria fotografica e casa editrice interamente dedicata alla musica.

## Opere bibliografiche
- 1982. Lindsay Kemp. Editoriale Domus.
- 1985. Claudio Baglioni. Notti di note. Raccolte e fotografate da Guido Harari. Rusconi Libri.
- 1986. Claudio Baglioni. Assolo. Non solo. Rusconi Libri.
- 1991. Fotografie in musica. Rusconi Libri.
- 1995. Il circo di Paolo Rossi. Sotto un cielo di gomma. Baldini & Castoldi.
- 1999. Barboni. Il teatro di Pippo Delbono. Alessandra Rossi Ghiglione (a cura di) Introduzione di Franco Qri. Ubulibri.
- 2001. Fabrizio De André. E poi, il futuro. A cura di Guido Harari. Nota introduttiva di Fernanda Pivano. Mondadori.
- 2003. Khulna, Bangladesh. Progetto Sorriso nel Mondo.
- 2003. Strange Angels. Nota introduttiva di Lou Reed e Laurie Anderson. Nuages Edizioni.
- 2004. Fernanda Pivano. The Beat Goes On. Guido Harari (a cura di). Mondadori.
- 2005. Viaggio a Garessio. Studio Bibliografico Bosio Editore.
- 2006. The Blue Room. Galleria Arteutopia e HRR Edizioni.
- 2006. Vasco! Edel.
- 2007. Fabrizio De André. Una goccia di splendore. Un'autobiografia per parole e immagini a cura di Guido Harari. Nota di Beppe Grillo. Prefazione di Dori Ghezzi De André. Rizzoli.
- 2007. Wall Of Sound. Nota introduttiva di Lou Reed e Laurie Anderson. HRR Edizioni.
- 2008. Fabrizio De André & PFM. Evaporati in una nuvola rock. A cura di Guido Harari e Franz Di Cioccio. Chiarelettere.
- 2009. Mia Martini. L'ultima occasione per vivere. A cura di Menico Caroli e Guido Harari. Nota di Charles Aznavour, Introduzione di Giuseppe Berté. TEA.
- 2010. Giorgio Gaber. L'illogica utopia. Guido Harari (a cura di). Nota di Luigi Zoja. Chiarelettere.
- 2010. Sandro Chia. I guerrieri in San Domenico, HRR Edizioni.
- 2011. Quando parla Gaber. Chiarelettere.
- 2012. Tom Waits. Le fotografie di Guido Harari. TEA.
- 2012. Vinicio Capossela. Le fotografie di Guido Harari. TEA.
- 2014. Kate Bush, The Photography of Guido Harari. Wall Of Sound Gallery.
- 2015. Pier Paolo Pasolini. Bestemmia, Chiarelettere.
- 2015. Sonica. Guido Harari / Ravello. Wall Of Sound Gallery.
- 2016. The Kate Inside, Wall Of Sound Gallery.
- 2016. Wall of Sound. The Photography of Guido Harari, catalogo della mostra, Rockheim Museum.
- 2017. Wall of Sound 10, Wall Of Sound Editions.
- 2018. Fabrizio De André. Sguardi randagi. Le fotografie di Guido Harari, Rizzoli.
- 2018. Wall of Sound, Silvana Editoriale.
- 2021. Muse, catalogo della mostra, Locus festival, Wall Of Sound Editions.
- 2022. Remain In Light. 50 anni di fotografie e incontri. Rizzoli Lizard.